# Целом
Цело́м (от др.-греч. κοίλωμα — углубление, полость) или Вторичная полость тела -  пространство между стенкой тела и внутренними органами у животных. У трохофорных образуется из специализированных мезодермальных клеток — телобластов в результате их деления и последующего образования полостей внутри образующихся групп клеток. Такой способ образования целома в онтогенезе называется телобластический. У вторичноротых целом формируется путём выпячивания стенок первичной кишки и отделения образующихся выпячиваний. Такой способ образования целома называется энтероцельный. В обоих случаях целом считается мезодермальным образованием. Отличается от первичной полости тела наличием собственной эпителиальной выстилки (стенки).

## Целомические животные
К числу целомических животных традиционно относят кольчатых червей, моллюсков, членистоногих, иглокожих, хордовых и ряд других групп. Эпителиальная выстилка целома моллюсков и членистоногих сохраняется лишь в органах выделения, перикардильной сумке и половых железах, в связи с чем, согласно классическому подходу, их полость тела рассматривают как результат слияния целома со схизоцелем (первичной полостью тела), обозначая термином миксоцель.

## Функции целома
Целом заполнен специальной жидкостью, которая участвует в обмене веществ. У разных групп животных целом может быть связан с работой пищеварительной, кровеносной, выделительной и других систем органов, а иногда функционально заменяет некоторые из них.

### Опорная функция
Целом служит опорой для кожно-мускульного мешка (прежде всего у кольчатых червей), выполняя роль гидроскелета. У многих форм червей, не имеющих перегородок между сегментами, за счет перекачивания целомической жидкости осуществляется перистальтическая локомоция.

### Транспортная функция
Через стенки целома в его полость поступают питательные вещества из кишечника; затем они доставляются к тканям.

### Запасающая функция
В целомической жидкости плавают специальные клетки, которые способны накапливать питательные вещества.

### Выделительная функция
В целом из всех органов тела поступают и вредные продукты обмена веществ. Отсюда они выводятся наружу через органы выделения.

### Защитная (иммунная) функция
В целомической жидкости плавают фагоциты, которые поглощают болезнетворных бактерий.

### Половая функция
В целоме образуются половые клетки. Будущие яйцеклетки и сперматозоиды образуют на стенках мешочков целома скопления-половые железы. Созревшие половые клетки выводятся из целома наружу; иногда просто через разрывы в стенках тела, а чаще — через специальные выводящие каналы.

### Органообразующая функция
Например, у некоторых видов (костные рыбы) самая передняя и вентральная часть эмбриональнального целома становится перикардиальной полостью, в которой формируется сердце.

## Происхождение целома
Происхождение целома объясняется несколькими теориями. Согласно энтероцельной теории, целом развивается из периферических карманов кишки кишечнополостных. Сторонники гоноцельной теории считают целом разросшейся полостью половых желёз. По нефроцельной теории, целом гомологичен расширенным каналам протонефридиев. Согласно схизоцельной теории целом считается результатом разрастания и усовершенствования межтканевых участков первичной полости тела.